# Calamus myriocarpus
Calamus myriocarpus är en enhjärtbladig växtart som beskrevs av Karl Ewald Maximilian Burret. Calamus myriocarpus ingår i släktet Calamus och familjen Arecaceae. Inga underarter finns listade i Catalogue of Life.